# Nemoc Canavanové
Nemoc Canavanové je autozomálně recesivní degenerativní porucha, která způsobuje progresivní poškození nervových buněk v mozku a je jednou z nejčastějších degenerativních mozkových onemocnění v dětství. Je způsobena nedostatkem enzymu aminoacylázy 2, a je jednou ze skupiny genetických onemocnění označovaných jako leukodystrofie. Je charakterizována degenerací myelinu ve fosfolipidové vrstvě izolující axon neuronu a je spojena s genem umístěným na chromozomu 17.

## Objevení nemoci
Nemoc Canavanové byla poprvé popsána v roce 1931 Myrtelle Canavan. Ta se v roce 1931 stala spoluautorkou příspěvku pojednávajícího o případu dítěte, které zemřelo ve věku 16 měsíců, a jehož mozek měl houbovitou bílou část. Canavanová jako první identifikovala tuto degenerativní poruchu centrálního nervového systému, která byla později po ní pojmenována jako „nemoc Canavanové“.

### Objev genu nemoci Canavanové a soudní spor spojený s testováním na nemoc
V roce 1987 darovali Greenbergové, rodina se dvěma dětmi postiženými nemocí Canavanové, vzorky tkáně Reubenovi Matalonovi, výzkumníkovi z Chicagské univerzity, který hledal gen Canavan. Ten úspěšně identifikoval gen v roce 1993 a vyvinul pro něj test, který umožnil genetické poradenství párům, u nichž existuje riziko, že budou mít dítě s touto chorobou. Nadace Canavan na chvíli nabídla bezplatné genetické testování pomocí Matalonova testu.
Avšak v roce 1997 poté, co se Reuben Matalon přestěhoval na Floridu, si nový Matalonův zaměstnavatel, Miami Children's Hospital, patentoval tento gen a začal požadovat licenční poplatky za genetický test, což donutilo Nadaci Canavan stáhnout jejich bezplatné testování. Následný soudní spor podaný Canavan Foundation proti dětské nemocnici v Miami byl vyřešen uzavřenou mimosoudní dohodou. Případ je někdy citován v argumentech o vhodnosti patentování genů.

## Geografická distribuce onemocnění
Ačkoli se nemoc Canavanové může objevit v každé etnické skupině, většinou postihuje lidi východoevropského židovského původu, kdy je až jeden ze 40 (2,5 %) jedinců ažkenázského původu nositel onemocnění.

## Patofyziologie

Nemoc Canavanové má autozomálně recesivní dědičnost.

Nemoc Canavanové se dědí autozomálně recesivně. Pokud jsou oba rodiče nositeli, je šance mít postižené dítě 25%. Genetické poradenství a genetické testování se doporučuje rodinám s oběma rodiči přenašeči.
Nemoc je způsobena vadným genem ASPA, který je zodpovědný za produkci enzymu aspartoacylázy . Snížená aktivita aspartoacylázy brání normálnímu rozpadu acetyl aspartátu, přičemž akumulace N- acetylaspartátu nebo nedostatek jeho dalšího metabolismu narušuje růst myelinového obalu nervových vláken mozku. Myelinové pouzdro je obal, který obklopuje nervové buňky a působí jako izolátor, což umožňuje efektivní přenos nervových impulsů.

## Diagnóza
Diagnóza novorozenecké / kojenecké nemoci Canavanové závisí na prokázání velmi vysoké koncentrace kyseliny N-acetylaspartové (NAA) v moči. U mírné / juvenilní nemoci Canavanové může být NAA jen mírně zvýšená; diagnóza se opírá o molekulárně genetické testování ASPA, genu kódujícího enzym aspartoacylázu.[zdroj?]

## Příznaky a symptomy
Příznaky nejčastější (a nejzávažnější) formy nemoci Canavanové se obvykle objevují v raném dětství, obvykle mezi prvními třemi až šesti měsíci věku. Nemoc Canavanové pak rychle postupuje, s typickými případy zahrnujícími mentální postižení, ztrátu dříve získaných motorických dovedností, potíže s krmením, abnormální svalový tonus (tj. hypotonie – která se může nakonec promítnout do spasticity), špatná kontrola hlavy a megalocefalie (abnormálně zvětšená hlava). Může se také objevit paralýza, slepota nebo záchvaty.
Existuje ale také mnohem méně častá varianta nemoci Canavanové, která je obecně mnohem méně závažná a zahrnuje pozdější nástup příznaků, které jsou často mírné a nespecifické natolik, aby byly nerozpoznány jako projevy nemoci Canavanové. Zdá se, že tato varianta nemá žádný vliv na životnost, a je obvykle omezena na drobné případy zpoždění rozvoje řeči a motorických dovedností.

## Prognóza
Častější a závažnější verze choroby Canavanové má obvykle za následek rozvoj život ohrožujících stavů nebo smrt do deseti let věku, i když je průměrná délka života proměnlivá a velmi závisí na konkrétních okolnostech. Mírnější varianty nemoci zřejmě nemají žádný vliv na délku života.

## Léčba

### Uznané léky
Na nemoc Canavanové není znám žádný mezinárodně povolený lék ani standardní léčba. Standardní léčba je obvykle symptomatická a podpůrná. Fyzikální terapie může pomoci zlepšit motorické dovednosti a vzdělávací programy mohou pomoci zlepšit komunikační dovednosti. Záchvaty jsou léčeny antiepileptiky a gastrostomie pomáhá udržovat dostatečný příjem potravy a hydrataci, pokud existují potíže s polykáním.

#### Experimentální výzkumy léčby
Experimentální léčba používá citrát lithný. Pokud má člověk chorobu Canavanové, jeho hladiny N- acetyl aspartátu jsou chronicky zvýšené. Citrát lithný prokázal na genetickém modelu choroby Canavanové u potkanů, že je schopen významně snížit hladiny N-acetyl aspartátu. Při testování na člověku se stav subjektu během 2 týdenního vymývacího období po vysazení lithia zvrátil. Výzkum odhalil jak snížené hladiny N- acetyl aspartátu v testovaných oblastech mozku, tak spektroskopické hodnoty magnetické rezonance, které jsou charakterističtější pro normální vývoj a myelinaci. Tyto důkazy naznačují, že by mohla být provedena větší kontrolovaná studie lithia kvůli podpůrné léčbě pro děti s chorobou Canavanové.
Výzkum zahrnující suplementaci triacetinu ukázal slibný výsledek u potkanů. Triacetin, který lze enzymaticky štěpit za vzniku acetátu, vstupuje do mozku snadněji než záporně nabitý acetát. Vadný enzym u choroby Canavanové, aspartoacyláza, převádí N- acetylaspartát na aspartát a acetát. Mutace v genu pro aspartoacylázu zabraňují rozpadu N- acetylaspartátu a snižují dostupnost acetátu mozku během vývoje mozku. Acetátová suplementace pomocí triacetinu má poskytnout chybějící acetát, takže vývoj mozku může normálně pokračovat.[zdroj?]

##### Experimentální genové terapie
Výsledky experimentů s genovou terapií, publikované v roce 2002, využily zdravý gen k převzetí role místo genu defektního, který způsobuje chorobu Canavanové. Z povoleného testovacího experimentu na pacientech, jehož výsledky byly publikovány v roce 2012, vyplývalo, že tato metoda zlepšila život pacientů bez dlouhodobých nežádoucích účinků během pětiletého sledování.
Tým vědců vedený Paolou Leone z University of Medicine and Dentistry v New Jersey vyzkoušel postup zahrnující zavedení šesti katetrů do mozku, které dodávají roztok obsahující 600 až 900 miliard upravených virových částic. Virus, což je upravená verze adeno-asociovaného viru, je navržen tak, aby nahradil aspartoacylázový enzym. Děti dosud léčené tímto postupem vykázaly výrazná zlepšení, včetně růstu myelinu, současně se sníženými hladinami toxinu N -acetyl-aspartátu.
- Výzkum genové terapie lékařky Paoly Leone započal na Yaleově univerzitě, kde vedla výzkum v letech 1996–1998.[14]
- První pacientka Lindsay Karlin byla léčená genovou terapií již v roce 1996.[15]
- V letech 2001–2005 bylo díky vládnímu grantu léčeno 13 dětí genovou terapií. Avšak poslední, federální grant skončil lékařce Paole Leone roku 2018.[16]
- Výzkum genových terapií nemoci Canavanové může být základem, případně významně pomoci při výzkumu genových terapií pro Alzheimerovu nemoc, Parkinsonovu nemoc či roztroušenou sklerózu.[15]
- Děti takto léčené dosáhly významného zlepšení, opět jim začal růst myelin, snížila se jim hladina toxinu N -acetyl-aspartátu. Vývoj před několika lety prakticky přestal kvůli ukončeným grantům a kvůli minimu dětí s touto nemocí.
- Výzkum byl obnoven kvůli skupině 9-10 dětí s touto nemocí, pro které FDA v prosinci 2020 schválil experimentální genovou léčbou v rámci klinického testování.[17] 8.4.2021 byla podána genová terapie prvnímu dítěti z této skupiny. Stalo se tak v Daytonu v Ohiu, kde působí spolupracovník Paoly Leone, Dr. Christopher Janson, a proto se toto klinické testování také nazývá „Dayton trial“. V květnu 2021 ještě nejsou známa výrazná zlepšení a výsledky aktivity aplikovaných vektorů, rodiče však popisují současný stav dítěte pozitivně. [18] [19]

Tým výzkumníků pod vedením Guangpinga Gaa z Lékařské fakulty University of Massachusetts pracuje na vývoji optimalizované genové substituční terapii založené na rAAV, která by cestovala přes hematoencefalickou bariéru.
Vědci z University of Toledo (USA) objevili první inhibitory N- acetyltransferázy, které by mohly pomoci dětem s nemocí Canavanové.

## Slovenka Lívia
Téměř dvouleté děvčátko Lívia z obce Pichne v okrese Snina, které má tuto nemoc, se může stát nejmladší léčenou pacientkou s nemocí Canavanové na světě. Při včasném zahájení léčby by mohla mít naději na menší poškození mozku a delší život. Výzkum a vývoj genu na míru stojí 1 000 000 eur – jednalo by se o léčbu v experimentálním stádiu, kterou neproplácí zdravotní pojišťovna. Na podporu veřejné sbírky vzniklo i občanské sdružení. Sbírka byla úspěšně dokončena na přelomu listopadu/prosince 2020 a nyní (květen 2021) Livia čeká na zahájení genové terapie u doktorky Paoly Leone v USA. 

## Měsíc leukodystrofických nemocí
Září je měsícem povědomí o leukodystrofii – jedná se o skupinu vzácných metabolických a genetických nemocí, mezi které patří i nemoc Canavanové.